# Helena Nader
Helena Bonciani Nader (São Paulo, 5 de novembro de 1947) é uma biomédica, pesquisadora e professora universitária brasileira.
Comendadora e grande oficial Ordem Nacional do Mérito Científico, presidente da Academia Brasileira de Ciências, Helena é professora titular do Departamento de Bioquímica da Escola Paulista de Medicina da Universidade Federal de São Paulo (EPM/UNIFESP).
Foi presidente da Sociedade Brasileira para o Progresso da Ciência (SBPC) entre 2011 e 2017. Em 2022 foi eleita presidente da Academia Brasileira de Ciências, a primeira mulher da academia no cargo.

## Biografia
Nascida na cidade de São Paulo, em 1947, a descendente de italianos e sírio-libaneses Helena passou boa parte da infância na capital paulista e em Curitiba, para onde seu pai foi transferido devido ao seu trabalho. Cursou o ensino médio nos Estados Unidos, onde teve sua primeira experiência com ciência nos laboratórios da escola. De volta ao Brasil, ingressou no curso de ciências biomédicas pela Universidade Federal de São Paulo em 1970, onde obteve o bacharelado e a licenciatura.
Pela mesma instituição, obteve o doutorado em biologia molecular sob a orientação do professor Carl Peter von Dietrich. Pela Universidade do Sul da Califórnia em 1974, realizou estágio de pós-doutorado. Dentro da Unifesp Helena foi chefe de departamento, de disciplina, coordenadora de curso, e pró-reitora de graduação.
Suas pesquisas se baseiam em glicoquímica e glicobiologia, com ênfase na estrutura e função biológica de proteoglicanos, em especial de heparina. Uma de suas contribuições para a ciência foi um conjunto de descobertas sobre a heparina. Helena é pioneira nos estudos sobre a heparina, liderando uma equipe que é referência mundial no assunto.
Helena Nader esteve ligada à FAPESP por um longo período, Sua atuação na Fundação de Amparo à Pesquisa do Estado de São Paulo (FAPESP) foi marcante, especialmente nos anos em que integrou o Conselho Superior da instituição e coordenou a área de Biologia. Desempenhando diferentes funções:
- 2006-2018 - Coordenação da Área de Biologia: Durante esses 12 anos, foi responsável por avaliar e orientar a distribuição de financiamentos para projetos na área biológica, assegurando que os recursos fossem destinados a pesquisas inovadoras e de alta qualidade.
  - 2020 - Presente - Conselho Superior da FAPESP: Em um papel ainda mais estratégico, Nader passou a influenciar a formulação de diretrizes e políticas para o financiamento de pesquisas em diferentes campos do conhecimento.

### Principais Contribuições
A presença de Helena Nader na FAPESP trouxe impactos relevantes para o desenvolvimento da ciência brasileira. Entre suas principais contribuições, destacam-se:

#### 1. Aprimoramento da Avaliação de Projetos Científicos[13]
Como coordenadora da área de Biologia, Nader ajudou a aperfeiçoar os processos de seleção de projetos de pesquisa. Seu trabalho garantiu maior rigor na distribuição dos financiamentos, privilegiando projetos com potencial de inovação e impacto.

#### 2. Definição de Políticas Científicas Estratégicas[15]
No Conselho Superior, Nader participou ativamente das discussões que moldam o financiamento da pesquisa no estado de São Paulo. Suas decisões influenciaram desde a alocação de recursos até a priorização de determinadas áreas do conhecimento.

#### 3. Promoção da Ciência Brasileira e Defesa do Financiamento Público[17]
Uma das marcas da trajetória de Helena Nader é seu ativismo em prol da valorização da ciência. Na FAPESP, defendeu constantemente a importância do financiamento público para o progresso científico do país, destacando a necessidade de investimentos sustentáveis e previsíveis para a pesquisa acadêmica.

#### 4. Inclusão, Diversidade e Equidade na Ciência
Nader também utilizou sua posição na FAPESP para promover maior diversidade na ciência. Defendeu a inclusão de mulheres e grupos historicamente sub-representados nos financiamentos e na liderança acadêmica, contribuindo para tornar o meio científico mais plural e representativo da população brasileira.

### Impacto de Sua Atuação
A contribuição de Helena Nader na FAPESP teve efeitos duradouros. Sua gestão ajudou a consolidar uma cultura de excelência na distribuição de financiamentos para pesquisa, garantindo que os investimentos públicos retornassem em forma de conhecimento e inovação para a sociedade.
Sua trajetória também inspirou novas gerações de cientistas a se engajarem não apenas na pesquisa, mas também na gestão e formulação de políticas públicas para a ciência, um campo essencial para o desenvolvimento nacional.
O trabalho de Helena Nader na FAPESP exemplifica como cientistas podem atuar não apenas na pesquisa, mas também na construção de uma estrutura de financiamento e suporte à ciência mais eficiente e inclusiva. Seu legado continua influenciando a forma como a pesquisa é financiada e conduzida no Brasil, fortalecendo a ciência como pilar do desenvolvimento social e econômico do país.

## Prêmios
Em 2020, recebeu o Prêmio Almirante Álvaro Alberto, entregue pelo Conselho Nacional de Desenvolvimento Científico e Tecnológico.
Em 16 de março de 2022, a Universidade Federal do Rio de Janeiro (UFRJ) lhe concedeu o título de Dr. Honoris Causa.